# Dercetina mandarensis
Dercetina mandarensis es una especie de insecto coleóptero de la familia Chrysomelidae.
Fue descrita científicamente en 1900 por Martin Jacoby.